# Roukalampi
Roukalampi är en sjö i kommunen Suomussalmi i landskapet Kajanaland i Finland. Arean är 48 hektar och strandlinjen är 3 kilometer lång. Sjön  ingår i Ijo älvs huvudavrinningsområde.   Den ligger omkring 130 kilometer norr om Kajana och omkring 610 kilometer norr om Helsingfors. 